# Jean-Louis Beaumadier
Jean-Louis Beaumadier est un flûtiste français.

## Biographie
Jean-Louis Beaumadier a commencé ses études de flûte au conservatoire de Marseille avec Joseph Rampal et les a poursuivies au Conservatoire national supérieur de musique et de danse de Paris avec Jean-Pierre Rampal. Ses autres professeurs furent Jean Augier, Gaston Crunelle, Robert Hériche et surtout Alain Marion.
Son goût très vif pour le piccolo et les instruments en bois date de ses jeunes années quand sa famille lui avait acheté un magnifique piccolo ancien, un "Bonneville" en ébène. Depuis plusieurs années, il a entrepris un travail en profondeur pour faire mieux connaître le piccolo et faire partager aux autres  sa joie d'en jouer. Au début, piccoliste aux Concerts Colonne puis, pendant douze ans, piccolo solo à l'Orchestre national de France, il joue sous la direction de chefs prestigieux (Sergiu Celibidache, Karl Böhm, Leonard Bernstein, Lorin Maazel, Seiji Ozawa, Wolfgang Sawallisch...) et travaille également dans d'autres orchestres en France et ailleurs, comme au Japon, à l'Orchestre international Saito Kinen de Seiji Ozawa.
Son abondante discographie (Calliope-Harmonia-Mundi, Classic-Talents, Lyrinx, Rodolphe, Skarbo-Intégral...) assortie d'un Grand Prix international du disque de l'Académie Charles-Cros pour le cd La belle époque du piccolo et sa collection pédagogique aux éditions Billaudot, lui confèrent la reconnaissance et l'amitié de flûtistes qui l'invitent à travers le monde dans les grandes conventions et festival de flûtes (Japon, USA, Grande-Bretagne, Pays-Bas, Brésil, Costa Rica, Autriche, Slovénie, Équateur...). Il se produit également dans de très nombreux concerts en France et dans le monde (Israël, Irlande, Italie, Belgique, Allemagne, Sénégal, Croatie, USA, Autriche, Slovénie, Espagne, Pays-Bas...).
Jean-Louis Beaumadier donne des Master-classes dans les grandes institutions musicales à travers le monde.
« Jean-Louis fut l'élève de mon père avant de devenir le mien. Doué d'une merveilleuse technique, il se fit remarquer dès le début par sa personnalité attachante et son sens artistique développé. Il s'est spécialisé avec bonheur dans l'interprétation du répertoire pour la petite flûte et c'est une joie de l'entendre tour à tour virevolter ou rêver... c'est le “Paganini du piccolo” ! » (Jean-Pierre Rampal).